# مرگ تدریجی یک رؤیا
مرگ تدریجی یک رؤیا نخستین مجموعهٔ تلویزیونی به کارگردانی فریدون جیرانی با نام قبلی «سفر به تاریکی» بود که در سال ۱۳۸۶–۱۳۸۵ ساخته و از بهار ۱۳۸۷ از شبکه ۲ سیمای جمهوری اسلامی ایران پخش شد.
داستان آن درباره نویسنده‌ای جوان به نام مارال عظیمی است که پس از انتشار اولین رمانش «گیتی» به شهرت و اعتباری غیرمنتظره می‌رسد؛ شهرتی که زندگی خانوادگی او را تحت شعاع قرار می‌دهد.

## داستان
نویسنده‌ای جوان به نام مارال عظیمی (سامیه لک) با نوشتن یک رمان معروف می‌شود و تأثیر زیادی بر زندگی وی می‌گذارد و با وسوسه‌های خواهرش (ستاره اسکندری) و آریان (ناصر طهماسب) یک منتقد ادبی از همسرش حامد یزدان پناه (دانیال حکیمی) جداشده و به ترکیه می‌رود. داستان با رویدادها و شخصیت‌های جدیدی همراه می‌شود و در نهایت مارال عظیمی دوباره به ایران بازمی‌گردد و مجدداً با حامد ازدواج می‌کند. در واقع اگر به ماجرای داستان توجهی بیشتر شود، متوجه خواهید شد که مارال عظیمی در واقع قسمت ناتمام آخرین داستان خود را ادامه می‌دهد. سبک فیلم در واقع به دو سبک غربی و ایرانی نوشته شده است به‌طوری‌که در قسمت‌های اول داستان شاهد به تصویر کشیدن دنیا و زندگی یک خانوادهٔ اصیل ایرانی یعنی خانوادهٔ یزدان پناه هستیم و در اواسط داستان سبک فیلم تغییر کرده و به نوعی از داستان‌نویسی غرب الهام گرفته است. علیرضا محمدی؛ نویسندهٔ سریال مرگ تدریجی یک رؤیا، داستان را به دو سبک نگاشته است به صورتی که سبک درام و اکشن را در برمی گیرد. تیتراژ پایانی این مجموعه برعهده رضا یزدانی بوده است.

### تکرار و بازپخش‌ها
- دی ۱۳۸۹ از شبکه یک
- شهریور ۱۳۹۵ از آی‌فیلم
- مهر ۱۳۹۹ از آی‌فیلم
- مهر ۱۴۰۱ از شبکه تماشا
- مهر ۱۴۰۲ از شبکه پنج
- خرداد ۱۴۰۴ از آی فیلم

## بازیگران

### بازیگران اصلی
- دانیال حکیمی در نقش حامد یزدان‌پناه
- سامیه لک در نقش مارال عظیمی
- هوشنگ توکلی در نقش حاج یزدان‌پناه
- ستاره اسکندری در نقش ساناز عظیمی
- پولاد کیمیایی در نقش آراس مشرقی

### خانواده و دوستان حامد
- آشا محرابی در نقش مهری یزدان‌پناه
- فریدون محرابی در نقش حمید
- مهسا کرامتی در نقش شیرین یزدان‌پناه
- علی کاظمی در نقش جلال
- شهاب شهابی در نقش مجید
- پوراندخت مهیمن در نقش مادر حمید
- هایده حائری در نقش ناشر
- علی میلانی در نقش کمالی
- مهسا حسینی در نقش لیلا کمالی
- احمد ساعتچیان در نقش حافظ کمالی

### خانواده و دوستان مارال
- فریده سپاه‌منصور در نقش فروغ‌الزمان ستایش
- مائده طهماسبی در نقش آفاق
- ناصر طهماسب در نقش داریوش آریان
- محمود بنفشه‌خواه در نقش دکتر
- پولاد کیمیایی در نقش آراس مشرقی
- شیوا خنیاگر در نقش پروین شادمان (پری)
- مهناز انصاریان در نقش هلن
- نیلوفر محمودی در نقش رعنا کیان منش
- هائده شن در نقش ترکان دمیر
- ماهور حاجی درویش در نقش هستی

## جوایز و نامزدها
| ۱۳۸۸ | یازدهمین جشن حافظ |                             |            |       |
| ۱۳۸۸ | یازدهمین جشن حافظ | بهترین خواننده ترانه تیتراژ | رضا یزدانی | برنده |